# Municipio de Russell (Illinois)
El municipio de Russell (en inglés: Russell Township) es un municipio ubicado en el condado de Lawrence en el estado estadounidense de Illinois. En el año 2010 tenía una población de 450 habitantes y una densidad poblacional de 4,79 personas por km².

## Geografía
El municipio de Russell se encuentra ubicado en las coordenadas 38°48′57″N 87°34′11″O / 38.81583, -87.56972. Según la Oficina del Censo de los Estados Unidos, el municipio tiene una superficie total de 93.89 km², de la cual 92,93 km² corresponden a tierra firme y (1,02 %) 0,96 km² es agua.

## Demografía
Según el censo de 2010, había 450 personas residiendo en el municipio de Russell. La densidad de población era de 4,79 hab./km². De los 450 habitantes, el municipio de Russell estaba compuesto por el 97,33 % blancos, el 0,67 % eran amerindios, el 0,44 % eran asiáticos y el 1,56 % eran de una mezcla de razas. Del total de la población el 0,44 % eran hispanos o latinos de cualquier raza.